# كازوكي تاكاهاشي (لاعب كرة قدم)
كازوكي تاكاهاشي (باليابانية: 高橋一輝) هو لاعب كرة قدم ياباني في مركز الوسط، ولد في 6 أكتوبر 1996 في نودا في اليابان. لعب مع برسيب باندونغ.